# Saussay-la-Campagne
Saussay-la-Campagne ist eine französische Gemeinde mit 532 Einwohnern (Stand 1. Januar 2022) im Département Eure in der Region Normandie (vor 2016 Haute-Normandie). Sie gehört zum Arrondissement Les Andelys und zum Kanton Gisors. Die Einwohner werden Salcéens genannt.

## Geographie
Saussay-la-Campagne liegt etwa 45 Kilometer ostsüdöstlich von Rouen. Umgeben wird Saussay-la-Campagne von den Nachbargemeinden Coudray im Norden, Puchay im Nordosten, Nojeon-en-Vexin im Nordosten und Osten, Farceaux im Südosten, Frenelles-en-Vexin im Süden sowie Mesnil-Verclives im Westen.

## Bevölkerungsentwicklung
| Jahr                       | 1962 | 1968 | 1975 | 1982 | 1990 | 1999 | 2006 | 2019 |
| Einwohner                  | 360  | 344  | 302  | 332  | 390  | 423  | 424  | 530  |
| Quellen: Cassini und INSEE |      |      |      |      |      |      |      |      |

## Sehenswürdigkeiten
- Kirche Saint-Martin aus dem 14. Jahrhundert, Umbauten aus dem 16. und 19. Jahrhundert, Monument historique

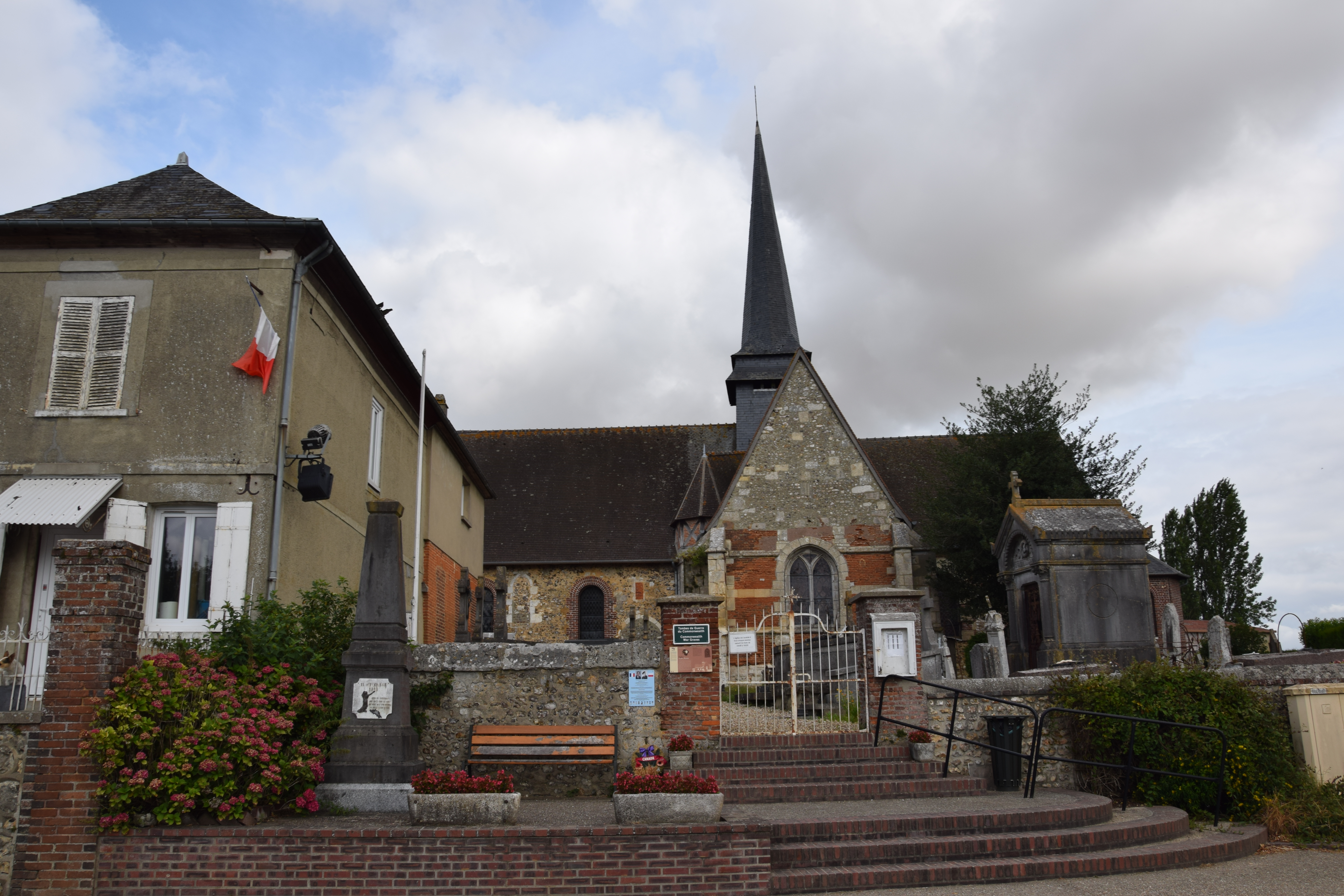
Kirche Saint-Martin

- Pfarrhaus aus dem 18. Jahrhundert
- Haus aus dem 16. Jahrhundert